# 奥尼克·加斯帕良
奥尼克·加斯帕良（1970年1月6日—）是亚美尼亚陆军大将，自2020年6月8日起担任亚美尼亚武装部队总参谋长，直至2021年3月10日被解职，解职的合法性目前备受争议。加斯帕良于2021年2月25日要求总理尼科尔·帕希尼扬和其他40多名亚美尼亚高级军官辞职后被解职。加斯帕良在总参谋部的支持下，继续对他被解职的合法性提出质疑。尽管亚美尼亚法院裁定加斯帕良应保留其职位，等待关于他被解职的合法性的最终决定，但亚美尼亚政府并未接受这一裁决。

## 早年生活和军事生涯
他出生于1970年1月。他于1976-1985年在伊杰万第5中学学习，1985-1986年在埃里温第147中学学习。1988年至1990年，他在苏联武装力量服役。从1990年到1993年，在纳戈尔诺-卡拉巴赫战争期间，他在他的家乡伊杰万的志愿部队“萨罗支队”服役。他于1993年加入亚美尼亚军队。1994年，他在执行战斗任务时因地雷爆炸而受重伤。90年代中期，他参加了俄罗斯国防部开办的射击课程学习。1998-2001年，他以优异成绩毕业于俄罗斯联邦军队综合军事学院。2001年至2005年，任51191部队指挥官，后调任68617部队。2007年至2008年，他担任第四陆军军团的参谋长和副指挥官。2008年，他以优异的成绩从俄罗斯总参谋部军事学院毕业。

## 进一步的生涯
2010年，他成为陆军第三军团的参谋长和副指挥官，并于2012年4月11日晋升为指挥官。2015年1月21日，他被提升为少将军衔，这使他在2016年7月成为副总参谋长，并在2017年6月成为第一副总参谋长。他于2019年7月成为中将。2020年6月8日，应总理尼科尔·帕希尼扬的请求，阿尔缅·萨尔基相总统下令任命他为武装部队总参谋长。两天后，国防部长戴维·托诺扬向国防部指挥部举荐了加斯帕良。此前，他曾在2018年被考虑担任该职位，当时媒体报道称他将被任命。但是加斯帕良来自伊杰万，与总理帕希尼扬同属一个小镇，因此有人猜测，这可能会阻碍他的任命，以防有偏袒的感觉。
加斯帕良的任命是在2020年7月亚美尼亚-阿塞拜疆边境发生冲突前不久做出的，随后爆发了与阿塞拜疆的纳戈尔诺-卡拉巴赫战争。在帕希尼扬总理的建议下，加斯帕良于2020年10月15日在战争期间被提升为中将军衔。2020年的纳戈尔诺-卡拉巴赫战争以亚美尼亚方面重大的物资、人员和领土损失而结束。11月9日至10日晚上，在停火协议签署后的混乱中，加斯帕良会见了反对派领导人，呼吁保持冷静。加斯帕良后来表示，在这场持续44天的战争的第四天，他曾建议帕希尼扬总理采取措施结束敌对行动，但阿塞拜疆和土耳其拒绝了所有阻止战争的努力。

## 在2021年2月事件及其后果中的作用
2021年2月25日，加斯帕良发表了一份由40多名亚美尼亚高级军官签署的声明，要求帕希尼扬总理辞职，声明称，帕希尼扬及其政府“已无法在亚美尼亚人民这一重大危机时刻做出正确决定”。加斯帕良和其他军官声称，他们的要求是由于帕希尼扬在前一天解雇了第一副总参谋长蒂兰·哈查特瑞恩。帕希尼扬谴责该声明是企图发动政变，并签署了一项命令，将加斯帕良解职。不过亚美尼亚总统阿尔缅·萨尔基相没有签署这一命令。帕希尼扬立即对总统反对解雇加斯帕良的动议表示不满。
2月26日，加斯帕良在总参谋部办公室会见了阿尔缅·萨尔基相总统。在3月1日的亲政府集会上，帕希尼扬指控加斯帕良叛国，并声称他在前总统谢尔日·萨尔基相的建议下发表了要求帕希尼扬辞职的声明。3月2日，阿尔缅·萨尔基相总统再次宣布他决定不签署解雇加斯帕良的动议，并就该决定向亚美尼亚宪法法院提出单独上诉。然而，由于他没有将动议本身提交宪法法院进行审查，驳回加斯帕良的动议将根据法律生效。总参谋部宣布，在总统向宪法法院提出上诉后，加斯帕良将继续担任他的职务8天。3月10日，帕希尼扬宣布解雇加斯帕良的决定生效，并提名加斯帕良的前任阿尔塔克·达夫强为总参谋长。加斯帕良发表了一份声明，他拒绝接受解雇，并宣布他打算在法庭上对解雇提出异议，亚美尼亚武装部队领导人也重申他们对加斯帕良的支持。同一天，亚美尼亚宪法法院宣布，它收到了阿尔缅·萨尔基相总统就加斯帕良被免职一事提出的上诉。同样在3月10日，亚美尼亚国防部宣布，中将斯捷潘·戈爾斯蒂安将担任代理总参谋长，直至确认新参谋长。
3月18日，亚美尼亚行政法院针对加斯帕良提出的质疑其被解职是否符合宪法的法律上诉作出回应，宣布加斯帕良将保留总参谋长一职，等待最终裁决。帕希尼扬政府拒绝了这一要求，理由是解雇加斯帕良已经“通过法律的力量”生效。帕希尼扬总理宣布，任命阿尔塔克·达夫强接替加斯帕良的任命已于2021年3月22日生效，因为萨尔基相总统虽然没有签署该命令，但也没有将其提交该国宪法法院。

## 解职后
在2021年亚美尼亚议会选举期间，他支持罗伯特·科恰良的重生亚美尼亚与亚美尼亚革命联盟之间的亚美尼亚联盟。加斯帕良在亚美尼亚一家报纸的专栏中指责总理在选举前发表煽动民粹主义的言论。